# Ostrovul Moldova Veche
Ostrovul Moldova Veche este situat pe Dunăre, la sud de localitatea Moldova Veche și la aproximativ trei kilometri de port. Cu o suprafață de 345 de ha, insula are un sol nisipos-pietros, cu pâlcuri de pădure unde predomină specia arboricolă de răchită albă, Salix alba, cu floră și faună specifică zonelor umede. Ostrovul are o lungime de aproximativ șase kilometri. Înainte de anul 1970 era mult mai mare, însă a fost inundată odată cu scufundarea insulei Ada Kaleh (care se găsea la aproximativ 70 de kilometri distanță în aval), pentru construcția din 1970 a hidrocentralei Porțile de Fier I.
Ca încadrare teritorial-administrativă aparține orașului Moldova Nouă, județul Caraș-Severin (în Clisura Dunării), în partea sudică a satului Moldova Veche, aproape de drumul național DN57, care leagă localitatea Coronini de Măcești.
Insula și luciul de apă limitrof insulei până la o adâncime de 2 m sunt incluse în Aria specială de protecție avifaunistică Ostrovul Moldova Veche cu o suprafață de 1627 de hectare (din care 345 ha insula propriu-zisă), declarată arie protejată prin Hotărârea de Guvern Nr. 2151 din 30 noiembrie 2004 (privind instituirea regimului de arie naturală protejată pentru noi zone). Aceasta este inclusă în Parcul Natural Porțile de Fier, parc natural aflat pe suprafața teritorială a sitului de importanță comunitară Cursul Dunării - Baziaș - Porțile de Fier. În interiorul insulei se întind și două lacuri, fără conexiune cu Dunărea, care ocupă de fapt cea mai mare suprafață.

## Atracții turistice
Legenda mormântului lui Attila
Cel mai înalt punct de pe insulă este o movilă de pământ despre care legendele locale spun că ar fi mormântul lui Attila, cel mai puternic conducător al hunilor, numit și „Biciul lui Dumnezeu”, care a domnit între anii 433–453. Legenda spune că Attila a fost înmormântat pe o insulă, undeva pe Dunăre, dar locul nu a fost descoperit. Conform acestei legende, Attila a avut atât de mulți soldați încât la moartea sa fiecare dintre oșteni ar fi dus câte un coif de pământ pe care l-ar fi pus peste mormântul conducătorului și astfel, în acel loc s-a format o movilă.
Stânca Baba Caia
La capătul din aval al insulei, în dreptul localității Coronini, se află o stâncă solitară din calcar, numită Baba Caia, aceasta marcând intrarea în clisura Dunării. Stânca are o înălțime de șapte metri, fiind unică pe Dunărea românească, și este o atracție pentru turiști. Denumirea stâncii vine de la cuvântul „Babacai”, din limba turcă, însemnând „Stânca Tatălui”.
Colonia de cai sălbatici
Pe insulă există o colonie de cai sălbatici, aproximativ 100 la număr, care trăiesc total lipsiți de legătură cu oamenii, în libertate deplină. Caii aparțineau cândva sârbilor care trăiau la Moldova Veche. În anul 1910, un procent de 90 la sută dintre locuitorii de aici erau sârbi, însă, după unirea Banatului cu România, zona a fost colonizată de populație românească, doar circa 15 la sută dintre locuitori fiind sârbi. În anii ’70, sârbii din Moldova Veche creșteau cai pe insula Ostrov. Aveau un bac cu care duceau animalele pe insulă. După 1989 a dispărut bacul, iar caii care au rămas acolo au început să se înmulțească natural și au rămas cai sălbatici.
Cetatea Golubăț (Golubac)
În partea dreaptă, pe malul sârbesc, se află, construită pe stânci, cetatea Golubac. Prima mențiune documentară a cetății datează din 1335, când era cetate militară maghiară. Apoi, timp îndelungat, cetatea este controlată de regele sârb Dragutin, până la bătălia de la Kososvo când trece sub stăpânire turcească. În final, în secolul al XIX-lea, ea a revenit din nou Serbiei. Cetatea are 9 turnuri cu o înălțime de 25 de metri. Cetatea Golubac este considerată a fi una dintre cele mai importante cetăți-oraș din Balcani.

## Vezi și
- Zona umedă Ostrov - Moldova Veche
- Listă de insule în România

## Legături externe
- Materiale media legate de Ostrovul Moldova Veche la Wikimedia Commons
- Poziția pe hartă - wikimapia.org
- Insula Ostrov, locul exotic din Banat în care turiștii se întâlnesc cu cai sălbatici și se simt ca-n Delta Dunării.
- Proiectul ”INSULA” – oportunitate in exploatarea ecoturistica a Ostrovului Moldova Veche
- Ostrov - insula dunareana a VIP-urilor banatene Arhivat în 13 octombrie 2016, la Wayback Machine.